# Berlins toldmur
Berlins toldmur, tysk: Berliner Zoll- und Akzisemauer, var fra 1737 til 1860 Berlins bymur. Den havde to ældre forgængeree, Berlins bymur fra 1200-tallet og den fæstningsvold som erstattede ringmuren i midten af 1600-tallet. Til forskel fra forgængerne havde den ingen militær betydning, men var hovedsagelig der for at overvåge handelen. Muren skulle forhindre varesmugling og desertering fra Berlingarnisonen. Accisen blev opkrævet via de atten porte langs muren. De berømte betalingsporte fra denne tid, der gav navn til steder i nutidens Berlin omfatter Brandenburger Tor og Potsdamer Tor i vest, Hallesches Tor og Kottbusser Tor i syd, Schlesisches Tor og Frankfurter Tor i øst og Schönhauser Tor og Oranienburger Tor i nord.
Muren og flere af byportene blev bygget i slutningen af det 18. århundrede og var arkitektonisk udsmykket i nyklassicistisk stil. Da toldmuren blev forældet i midten af 1800-tallet og blev revet ned, blev de fleste byporte også revet ned for at lette trafikken på de store udkørselsveje. I dag er kun den mest berømte og monumentale af de atten byporte, Brandenburger Tor, tilbage.